# Гіперенор
Гіперенор (дав.-гр. Ὺπερήνωρ) — персонажі давньогрецької міфології:
- Гіперенор — один з «посіяних» богатирів, які виросли з землі, що її Кадм, засновник Фів, засіяв зубами убитого ним дракона. Вижив у бою між цими богатирями і був одним з п'яти спартів, що заснували фіванські роди.
- Гіперенор — троянський воїн, син Пантооса, брат Евфорба. Був убитий Менелаєм, що призвело до поєдинку Менелая з Евфорбом, де переміг Менелай і вбив Евфорба.
- Гіперенор — син Посейдона і плеяди Алкіони, брат Гіріея.
- Гіперенор — один з женихів Пенелопи.
- Гіперенор — фіванський воїн, що бився у війні Сімох проти Фів і був вбитий Гемоном.